# فرانك باركر (ممثل)
فرانك باركر (بالإنجليزية: Frank Parker)‏ هو مغني وممثل أمريكي، ولد في 29 أبريل 1903 بنيويورك في الولايات المتحدة، وتوفي في 10 يناير 1999.

## وصلات خارجية
- فرانك باركر على موقع IMDb (الإنجليزية)
- فرانك باركر على موقع ميوزك برينز (الإنجليزية)
- فرانك باركر على موقع ديسكوغز (الإنجليزية)
- فرانك باركر على موقع قاعدة بيانات الفيلم (الإنجليزية)
- فرانك باركر على موقع كينوبويسك (الروسية)